# Shizuoka Railway
La Shizuoka Railway Co., Ltd. (静岡鉄道株式会社, Shizuoka Tetsudō Kabushiki-gaisha), également appelée Shizutetsu (静鉄), est une compagnie de transport de passagers qui exploite une ligne de chemin de fer ainsi qu'un téléphérique à Shizuoka, au Japon.

## Histoire
La première compagnie de chemin de fer de Shizuoka a été fondée en 1906. Elle avait été construite pour relier le centre-ville de Shizuoka au port de Shimizu afin de faciliter l’exportation du thé vert, principal produit agricole de la préfecture de Shizuoka à l’époque. Elle devient la branche de Shizuoka de Dai-Nippon Kidō (大日本軌道), un exploitant de chemin de fer à voie étroite appartenant à des intérêts privés et opérant dans de nombreux endroits à travers le Japon en 1908.
En mai 1919, la branche de Shizuoka est rachetée par la compagnie Sun'en denki (駿遠電気) nouvellement crée. Elle prend son nom actuel en 1923.
En 1943, la compagnie est nationalisée et fusionnée avec d'autres opérateurs ferroviaires autour de la préfecture de Shizuoka, sous le nouveau nom de chemin de fer de Shizuoka. Son premier président était Keita Gotō, fondateur de la Tōkyū, qui est devenu le principal actionnaire de la Shizuoka Railway après la fin de la Seconde Guerre mondiale.

## Ligne
Le réseau de la compagnie de compose d'un unique ligne, la ligne Shizuoka-Shimizu :
| Ligne                  | Nom japonais | Terminus                     | Longueur (km) | Gares |
| ---------------------- | ------------ | ---------------------------- | ------------- | ----- |
| Ligne Shizuoka-Shimizu | 静岡清水線   | Shin-Shizuoka - Shin-Shimizu | 11,0          | 15    |

## Matériel roulant

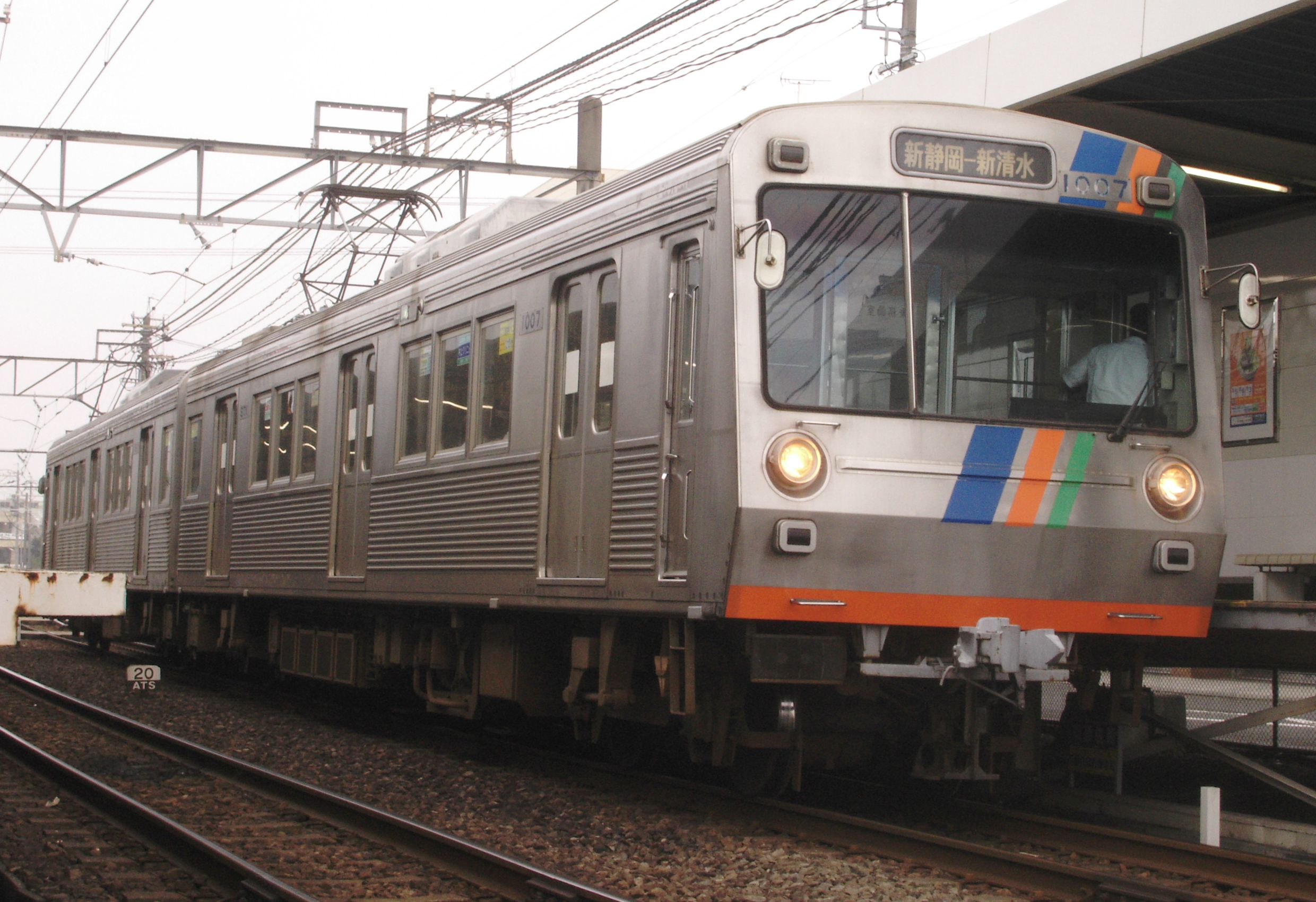
Shizutetsu série 1000
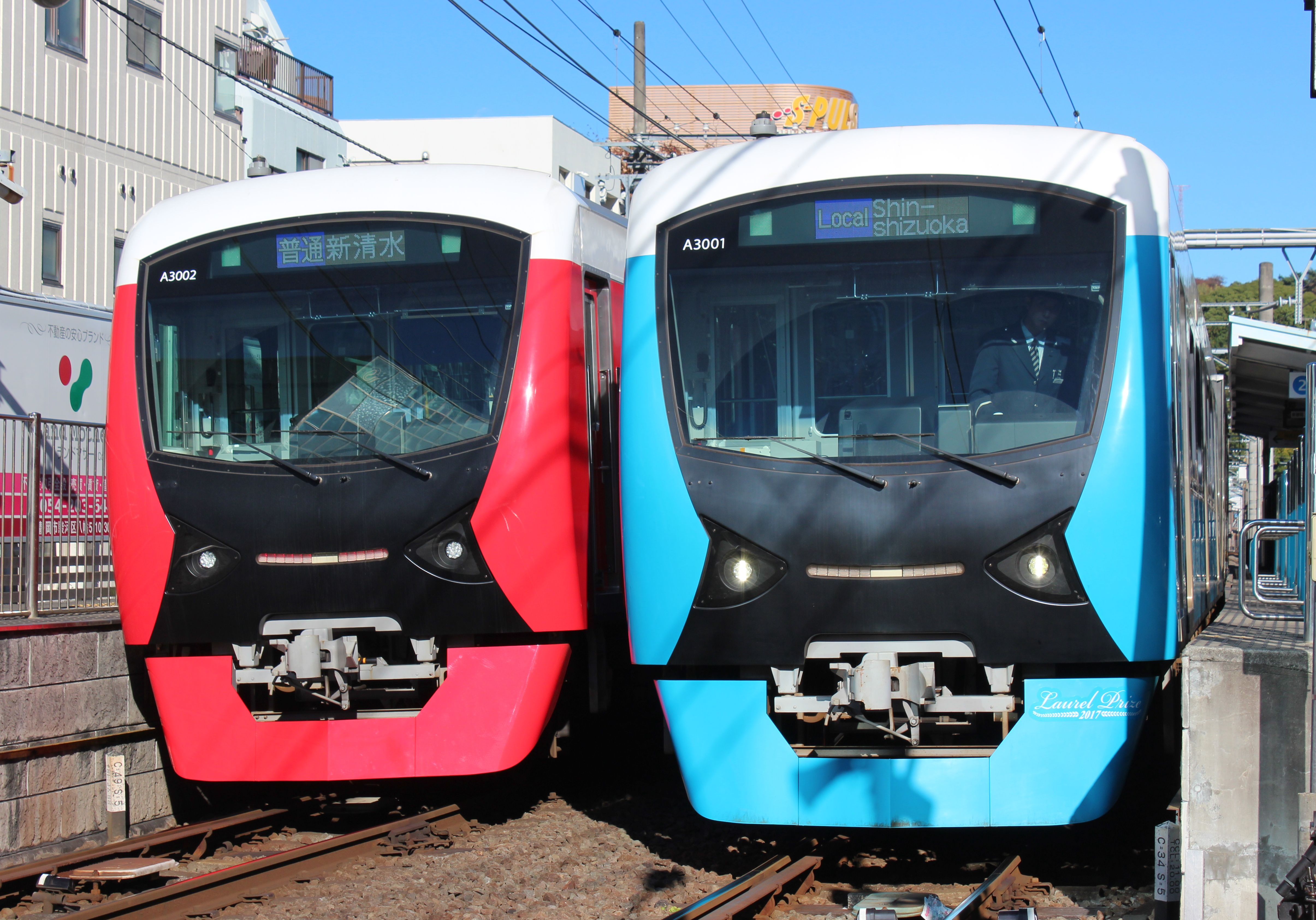
Shizutetsu série A3000